# Charax unimaculatus
Charax unimaculatus är en fiskart som beskrevs av Lucena, 1989. Charax unimaculatus ingår i släktet Charax och familjen Characidae. Inga underarter finns listade i Catalogue of Life.